# Ischnomesus roseus
Ischnomesus roseus är en kräftdjursart. Ischnomesus roseus ingår i släktet Ischnomesus och familjen Ischnomesidae. Inga underarter finns listade i Catalogue of Life.